# Ashi Productions
K.K. Ashi Productions (jap. 葦プロダクション, Kabushiki-gaisha Ashi Purodakushon) ist ein japanisches Animationsstudio, das in Suginami, Tokio, Japan ansässig ist. Bekannt ist es hauptsächlich für seine Magical-Girl-Anime, wie etwa Mahō no Princess Minky Momo. Es wurde von Toshihiko Sato zusammen mit einigen anderen am 24. Dezember 1975 unter dem Namen Ashi Productions gegründet. Am 1. November 2007 änderte es seinen Namen in Production Reed (株式会社プロダクション リード, Kabushiki-gaisha Purodakushon Rīdo), wobei reed die englische Übersetzung von ashi (Schilf) ist. Am 12. Februar 2019 wurde der Name wieder in Ashi Productions geändert.

## Geschichte
In den Jahren vor der ersten Umbenennung besaß das Studio enge Beziehungen zu Bandai und war seit Oktober 2001 finanziell an das Unternehmen gebunden. Seit Januar 2006 pflegte es als Ashi Productions enge Beziehungen zu Wiz. In dieser Kooperation übernahm das Studio zunächst Auftragsarbeiten für seinen neuen Geschäftspartner. Im August 2006 wurde das Studio zu einem Tochterunternehmen von Wiz und betätigte sich als Spezialabteilung in den Geschäftsfeldern der Animation und der Rechteverwaltung. Am 1. November 2007 wurde das Unternehmen zu Production Reed umbenannt und Takeichi Hongo übernahm die Führung des Unternehmens.

## Produktionen

### Fernsehserien
- 1982: Mahō no Princess Minky Momo
- 1991: Mahō no Princess Minky Momo: Yume o Dakishimete
- 1994: Aokushimitama Blue Seed
- 1994: Macross 7
- 1995: Der Planet der Dinosaurier
- 1996: Z wie Zorro
- 1998: Akihabara Dennō Gumi
- 1998: Bannō Bunka Nekomusume
- 1999: Masō Kishin Cybuster
- 2003: Ultra Maniac
- 2013: Otona Joshi no Anime Time
- 2015: Hakone-chan
- 2016: Rainbow Days
- 2017: In Another World With My Smartphone
- 2018: Cutie Honey Universe

### Weitere Anime-Produktionen
- 1985: Mahō no Princess Minky Momo: Yume no Naka no Rondo (OVA)
- 1985: Vampire Hunter D (Film)
- 1993: Idol Boēitai Hummingbird (OVA)
- 1994: Iria: Zeiram – The Animation (OVA)
- 1995: Macross 7 Encore (OVA)
- 1997: Macross Dynamite 7 (OVA)
- 1998: Bannō Bunka Nekomusume Dash! (OVA)
- 2002: Ultra Maniac (OVA)
- 2014: Futari Ecchi (OVA)